# 하인츠 호르니크
하인츠 호르니크(독일어: Heinz Hornig, 1937년 9월 28일, 노르트라인-베스트팔렌 주 겔젠키르헨 ~)는 독일의 전직 축구 선수로, 현역 시절 스트라이커로 활약했다.
호르니크는 서독 국가대표팀 경기에 7번 출전했는데, 1965년에 첫 경기를 치렀고, 이듬해에 마지막 경기를 치렀다. 그는 서독 선수단 일원으로 1966년 월드컵에 참가했지만, 한 경기도 출전하지 못했다.
그는 1962년부터 1970년까지 쾰른에서 활약했고, 던디와의 1962-63 시즌 유러피언컵 경기에도 출전했다.